# Jan Micka
Jan Micka (* 15. ledna 1995, Praha) je český plavec. Od roku 2012 je držitelem dvou českých rekordů v plavání na 800 m a 1500 m volný způsob.
Na Letních olympijských hrách 2012 v Londýně byl nejmladším českým olympionikem a v plavání na 1500 m volný způsob muži se s časem 15:29,34 min umístil na 24. místě.

## Rekordy
Na trati 1500 m volný způsob dne 5. července 2012 na Mistrovství Evropy juniorů v plavání 2012 v Antverpách časem 15:23,46 min překonal v té době nejstarší český plavecký rekord Daniela Machka z roku 1978. Tento rekord vylepšil 7. dubna 2013 na Multiutkání juniorů v plavání 2013 v Kyjevě časem 15:18,29 min.
Dne 11. července 2013 vyhrál na Mistrovství Evropy juniorů v plavání 2013 v Poznani závod na 1500 m časem 15:13,51 min, čímž opět vylepšil vlastní český seniorský rekord.
Na trati 800 m volný způsob dne 14. července 2012 na Letním mistrovství ČR v Praze-Podolí vytvořil nový český seniorský i dorostenecký rekord časem 8:01,85 min. Rekord vylepšil 24. března 2013 v Českých Budějovicích časem 8:00,45 min.
Dne 2. června 2013 ve 4. kole Českého poháru v plavání v Praze-Podolí jako první Čech zaplaval trať 800 m pod 8 minut časem 7:59,65 min, což vylepšil 14. června 2013 v Plzni-Slovanech časem 7:58,72 min.

## Výsledky

### Individuální závody
| Výsledky | Výsledky | Výsledky | Výsledky | Kraul | Kraul | Kraul | Kraul  | Věk    |
| Výsledky | Výsledky | Výsledky | Výsledky | 200 m | 400 m | 800 m | 1500 m | Věk    |
| -------- | -------- | -------- | -------- | ----- | ----- | ----- | ------ | ------ |
| 2012     | 50 m     | ME       | kvě      | —     | —     | —     | 16.    | 17 let |
| 2012     | 50 m     | OH       | srp      | —     | —     |       | 24.    | 17 let |
| 2012     | 25 m     | ME       | lis      | —     | 25.   |       | 11.    | 17 let |
| 2012     | 25 m     | MS       | pro      | —     | —     |       | —      | 17 let |
| 2013     | 50 m     | MS       | čvc      | —     | —     | —     | —      | 18 let |
| 2013     | 25 m     | ME       | pro      | DNS   | 46.   |       | DNS    | 18 let |
| 2014     | 50 m     | ME       | srp      | —     | 7.F   | 5.F   | 9.     | 19 let |
| 2014     | 25 m     | MS       | pro      | —     | 20.   |       | 10.    | 19 let |
| 2015     | 50 m     | EH       | čvn      | —     | —     | —     | —      | 20 let |
| 2015     | 50 m     | MS       | čvc      | —     | 43.   | 30.   | 23.    | 20 let |
| 2015     | 25 m     | ME       | pro      | —     | 7.F   |       | 4.F    | 20 let |
| 2016     | 50 m     | ME       | kvě      | —     | 10.   | 4.F   | 5.F    | 21 let |
| 2016     | 50 m     | OH       | srp      | —     | 29.   |       | 12.    | 21 let |
| 2016     | 25 m     | MS       | pro      | —     | 34.   |       | 10.    | 21 let |

pozn.: modře vyznačená pole znamenají vrcholnou sportovní akci v dané sezóně.

### Štafetové závody
| Výsledky | Výsledky | Výsledky | Výsledky | Volný způsob | Věk    |
| Výsledky | Výsledky | Výsledky | Výsledky | 4×200 m      | Věk    |
| -------- | -------- | -------- | -------- | ------------ | ------ |
| 2012     | 50 m     | ME       | kvě      | —            | 17 let |
| 2012     | 50 m     | OH       | srp      | —            | 17 let |
| 2012     | 25 m     | ME       | lis      |              | 17 let |
| 2012     | 25 m     | MS       | pro      | —            | 17 let |
| 2013     | 50 m     | MS       | čvc      | —            | 18 let |
| 2013     | 25 m     | ME       | pro      |              | 18 let |
| 2014     | 50 m     | ME       | srp      | 13.          | 19 let |
| 2014     | 25 m     | MS       | pro      | 11.          | 19 let |
| 2015     | 50 m     | EH       | čvn      | —            | 20 let |
| 2015     | 50 m     | MS       | čvc      | —            | 20 let |
| 2015     | 25 m     | ME       | pro      |              | 20 let |
| 2016     | 50 m     | ME       | kvě      | —            | 21 let |
| 2016     | 50 m     | OH       | srp      | —            | 21 let |
| 2016     | 25 m     | MS       | pro      | 16.          | 21 let |